# التاريخ السري للمغول

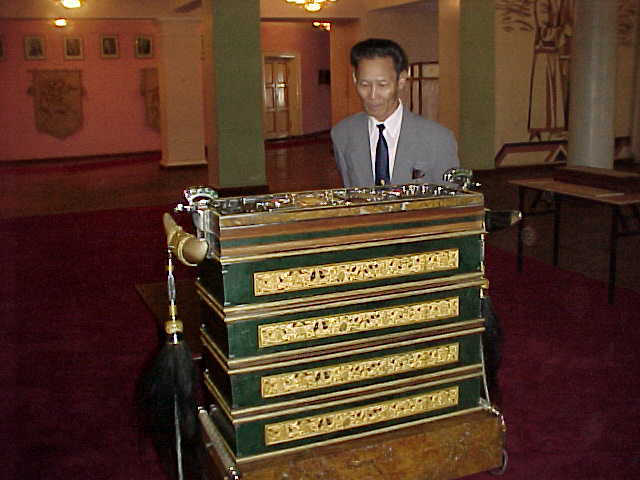
التاريخ السري للمغول في مبنى الحكومة في أولان باتور

التاريخ السري للمغول هي مخطوطة تاريخية كُتبت في القرن الثالث عشر و تعد من أهم وأقدم النصوص المغولية.
تتحدث عن أصول الشعب المغولي، صعودهم للسلطة، و فترة حُكم جنكيز خان وتضمُ أيضاً فترة حكم أبنائه. وتعتبر المخطوطة تسجيلاً قيماً لأساطيرهم الشفوية و تاريخهم المكتوب.

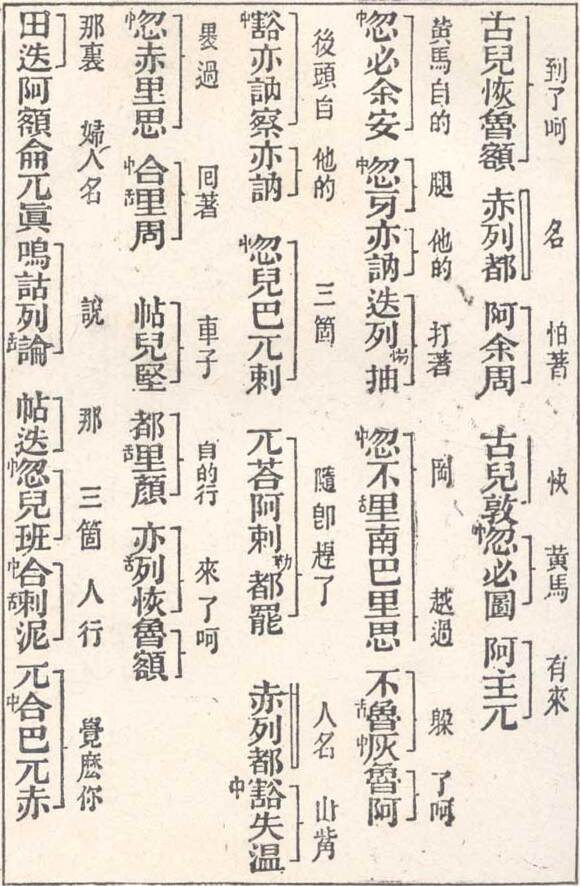
طبعة صينية عام 1908 من كتاب "التاريخ السري للمغول"

يعتبر علماء التاريخ المغولي أن المخطوطة مهمة للغاية لثروة المعلومات التي تحتويها والتي تتناول الإثنوغرافيا واللغة والأدب والجوانب المتنوعة للثقافة المغولية. ومن حيث قيمتها في مجال الدراسات اللغوية، فإنها تعتبر فريدة بين النصوص المغولية كمثال خالٍ من تأثير البوذية السائد في النصوص اللاحقة. وهي ذات قيمة خاصة لتصويرها الحي والواقعي للحياة القبلية اليومية وتنظيم الحضارة المغولية في القرنين الثاني عشر والثالث عشر، وهي مكملة للمصادر الأولية الأخرى المتاحة باللغتين الفارسية والصينية.

## الخلفية التاريخية
تم تأليف النص بعد وفاة جنكيز خان في عام 1227، ويعتقد أنه كتب في عام 1228 خلال اجتماع الـ "كورولتاي" الذي عقد لتنصيب ابنه أو غيدي خان كخليفة له. ومع أن تاريخ التأليف الدقيق غير مؤكد، فإن بعض الأبحاث ترجح أن النص شهد إضافات لاحقة حتى منتصف القرن الثالث عشر وربما بعده.
يشكل "التاريخ السري للمغول" وثيقة نادرة تبرز النظرة الذاتية للمغول لتاريخهم، خلافا للعديد من المصادر الأخرى التي كتبت من وجهات نظر خارجية، سواء كانت صينية أو إسلامية أو أوروبية. كما يعد مصدرًا مهما لفهم البنية السياسية والاجتماعية والثقافية لدولة المغول في بداياتها.

## مؤلف النص
هوية مؤلف "التاريخ السري للمغول" غير معروفة حتى اليوم من الأسماء المقترحة سيغي كودقو الابن بالتبني الجنكيز خان، وتاتاتونغا حامل ختم الإمبراطور، وأو نغود سينغكاي. يرجح بعض الباحثين أن النص ربما كتب من قبل شخص واحد أو مجموعة من الأشخاص المقربين من البلاط الإمبراطوري. 

## بنية النص ومحتواه
يتألف النص من أربعة أجزاء رئيسية، تبدأ بسرد أسطوري لأصول المغول، ثم تنتقل إلى سيرة حياة جنكيز خان، وصراعاته مع القبائل الأخرى، وتحالفاته، ومعاركه، وتنظيم دولته الجزء الأخير يتناول فترة حكم أو غيدي خان. وقد جمع النص بأسلوب يجمع بين السرد التاريخي والوثائق الرسمية مثل المراسيم والخطابات، مما يمنحه قيمة فريدة كمصدر سياسي واجتماعي.

## النسخ المتوفرة
- النص الأصلي ضاع، ولكن توجد منه نسختان معروفتان
- نسخة قصيرة باللغة المغولية تعود للقرن السادس عشر.
- نسخة أطول باللغة الصينية، تعود إلى فترة حكم أسرة مينغ، أعدت لتدريب المترجمين المغول. رغم احتوائها على بعض الترجمة غير الدقيقة، إلا أنها تعتبر المصدر الأشمل المتاح للنص الأصلي.

## خصوصية النص
سمي النص بـ "السري" لأنه لم يكن متاحا لعامة الناس، بل كان مخصصا للنخبة المغولية فقط. وكان يعتقد أن قراءته يجب أن تقتصر على من يحملون دم السهوب في عروقهم. رغم ذلك، نقلت بعض نسخه إلى التبت ومناطق أخرى، مما ساعد على حفظه ووصوله إلى عصرنا الحالي.

## محتويات المخطوطة
وهي تحتوي على 12 فصلاً:
1. أصل تيموجين وطفولته.
2. سنوات المراهقة في تيموجين.
3. تيموجين يدمر المركيت ويأخذ لقب جنكيز خان.
4. جنكيز خان يكافح ضد جاموقا و تايشود.
5. جنكيز خان يدمر التتار ويتشابك مع وانج خان.
6. تدمير الكيرايت.
7. مصير وانج خان.
8. هروب كشلو خان وهزيمة جاموقا.
9. تأسيس الإمبراطورية والحرس الإمبراطوري.
10. غزو الأويغور وشعوب الغابات.
11. غزو أسرة جين، وشيا الغربية، وبلاد فارس، وبغداد، وروسيا
12. وفاة تيموجين وبداية عهد أوقطاي خان.